# Maren Eggert
Maren Eggert (ur. 30 stycznia 1974 w Hamburgu) – niemiecka aktorka filmowa i telewizyjna.
Najbardziej znana z roli Friedy Jung w popularnym serialu telewizyjnym Miejsce zbrodni. Zagrała również w takich filmach, jak m.in. Eksperyment (2001) Olivera Hirschbiegla, Marsylia (2004) i Byłam w domu, ale... (2019) Angeli Schanelec.
Laureatka Srebrnego Niedźwiedzia za najlepszą rolę główną na 71. MFF w Berlinie oraz Niemieckiej Nagrody Filmowej dla najlepszej aktorki za rolę w filmie Jestem twój (2021) w reżyserii Marii Schrader.